# Osmoka

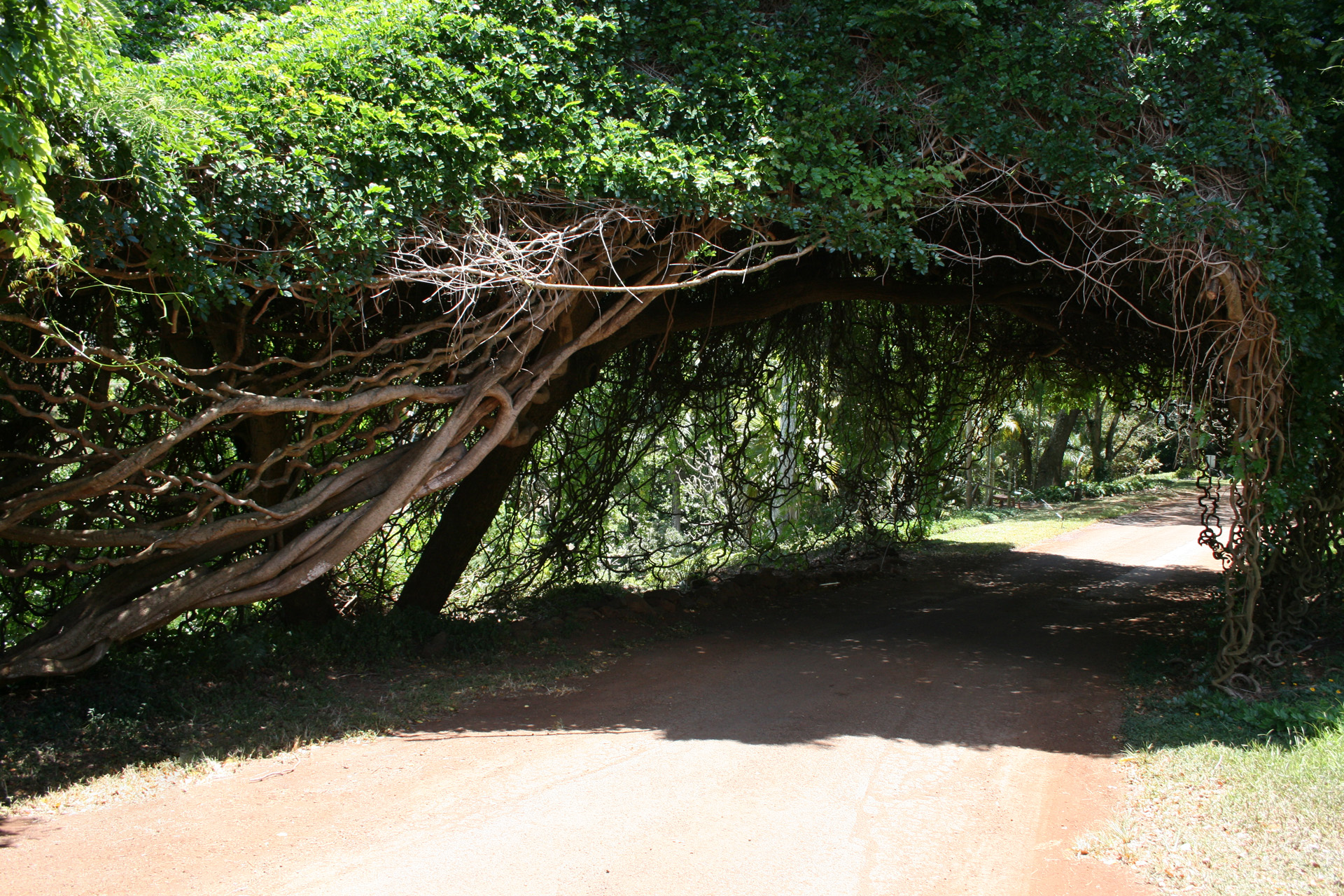
Entada gigas

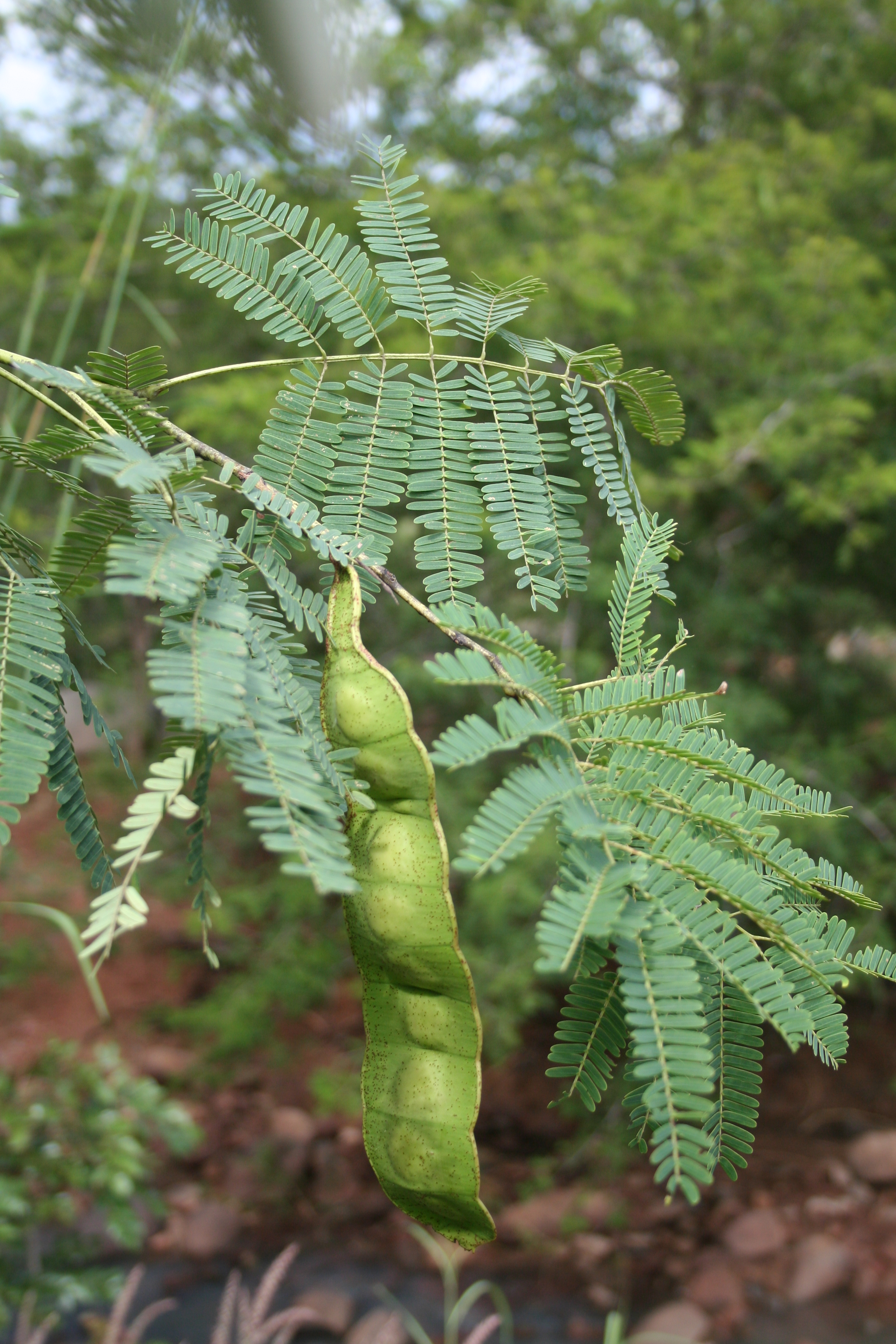
Entada abyssinica

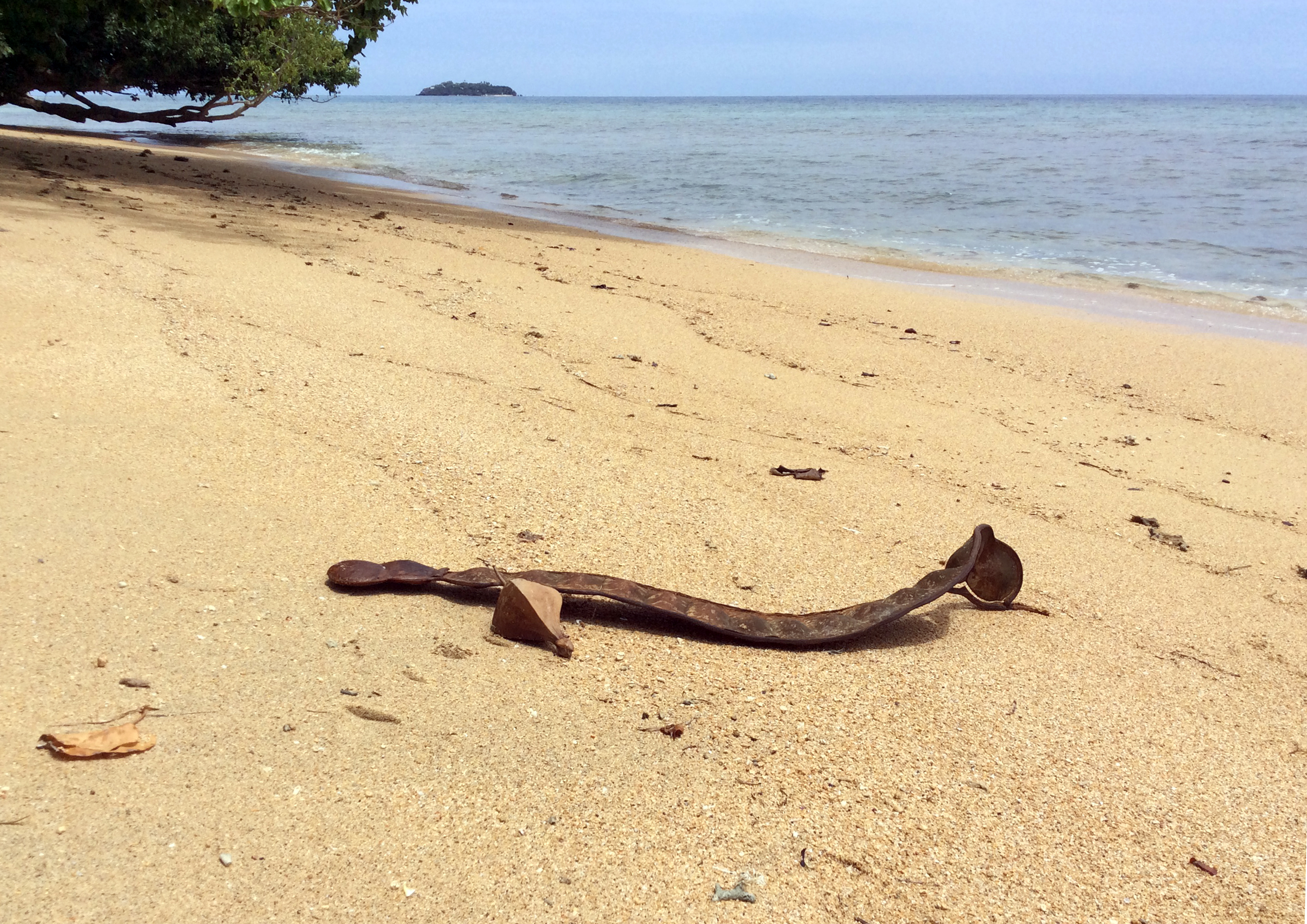
Strąk osmoki fasolowatej na plaży na jednej z wysp Fidżi

Osmoka (Entada Adanson) – rodzaj rośliny z rodziny bobowatych (w podrodzinie brezylkowych, dawniej w mimozowych). Obejmuje 28 gatunków. Są to rośliny szeroko rozprzestrzenione w strefie tropikalnej i subtropikalnej – występują na obu kontynentach amerykańskich, w Afryce, Azji i Australii, przy czym najbardziej zróżnicowane są w Afryce i Ameryce Środkowej. 
W większości to pnącza rosnące w lasach i sięgające w nich najwyższych koron drzew. Niektóre gatunki drzewiaste rosną na sawannach. Część gatunków występujących na wybrzeżach ma strąki wypełnione komorami powietrznymi, rozprzestrzeniane przez prądy morskie (czasem po rozpadnięciu się na poszczególne człony). Stąd zwane bywają „morską fasolą” lub „orzechami wodnymi” (udało się skiełkować nasiono, które w morzu spędziło 21 miesięcy). Zdarza się, że nasiona osmoki znajdowane są także na atlantyckich wybrzeżach Europy (trafiające się na plażach Wielkiej Brytanii nasiona Entada gigas o średnicy 5 cm zwane są „szczęśliwymi fasolkami” ang. lucky beans).
Entada gigas ma liście spożywane jak warzywo, a nasiona po upieczeniu. Wytrzymałe włókna służą do wyrobu sieci i żagli. Nasiona są też źródłem saponin. Bogate w nie są także nasiona osmoki fasolowatej i oczyszczającej wykorzystywane w Azji do mycia włosów. Osmoka oczyszczająca ma też długą tradycję wykorzystania w ziołolecznictwie wielu krajów.

## Morfologia
PokrójLiany, rzadziej krzewy o pędach wspinających się i drzewa, zwykle o pędach bez cierni. Liany mają pędy zwykle spiralnie skręcone i spłaszczone i osiągają ogromne rozmiary – np. osmoka oczyszczająca E. rheedii do 75 lub 150 m długości (według niektórych źródeł nawet do 400 m).
LiściePodwójnie pierzaste – z listkami pierzastymi, składającymi się z różnej liczby naprzeciwległych listków drugiego rzędu. Przylistki drobne, szczecinkowate. Oś liścia czasem zakończona wąsem czepnym.
KwiatyBardzo drobne i liczne, zebrane w wyrastające w kątach liści pojedyncze kwiatostany kłosokształtne lub rozgałęzione, wiechowate. Kwiaty motylkowe, 5-krotne, zwykle obupłciowe i siedzące. Kielich dzwonkowaty, z drobnymi ząbkami. Płatki korony wolne lub u nasady zrośnięte. Pręcików jest 10, mają cienkie nitki przylegające do płatków i długie – znacznie wystają poza koronę. Zalążnia z licznymi zalążkami. Szyjka słupka cienka, zwieńczona drobnym znamieniem.
OwoceStrąki proste lub spiralnie skręcone, spłaszczone, skórzaste lub drewniejące. U niektórych gatunków (E. gigas, E. rheedii) osiągają 180–200 cm długości i 13 cm szerokości. Strąk przewęża się poprzecznie i poszczególne nasiona odpadają z przyległą częścią strąka, z którego pozostaje z czasem puste obramowanie. Nasiona okazałe (do 5 cm średnicy), kuliste lub spłaszczone soczewkowato.

## Systematyka
Rodzaj z rodziny bobowatych Fabaceae, tradycyjnie zaliczany do podrodziny mimozowych Mimosoideae z plemienia Mimoseae. W 2017 mimozowe umieszczone zostały w podrodzinie brezylkowych Caesalpinioideae.
Wykaz gatunków
- Entada abyssinica A.Rich. – osmoka abisyńska[9]
- Entada africana Guill. & Perr. – osmoka afrykańska[9]
- Entada arenaria Schinz
- Entada bacillaris F.White
- Entada borneensis Ridl.
- Entada camerunensis Villiers
- Entada chrysostachys (Benth.) Drake
- Entada dolichorrhachis Brenan
- Entada gigas (L.) Fawc. & Rendle
- Entada glandulosa Gagnep.
- Entada hockii De Wild.
- Entada leptostachya Harms
- Entada louvelii (R.Vig.) Brenan
- Entada mannii (Oliv.) Tisser.
- Entada mossambicensis Torre
- Entada nudiflora Brenan
- Entada parvifolia Merr.
- Entada pervillei (Vatke) R.Vig.
- Entada phaneroneura Brenan
- Entada phaseoloides (L.) Merr. – osmoka fasolowata[11]
- Entada polyphylla Benth.
- Entada polystachya (L.) DC.
- Entada reticulata Gagnep.
- Entada rheedii Spreng. – osmoka oczyszczająca[7]
- Entada spinescens Brenan
- Entada spiralis Ridl.
- Entada stuhlmannii (Taub.) Harms
- Entada tuberosa R.Vig.
- Entada wahlbergii Harv.